# Frank Kreith
Frank Kreith (geb. 15. Dezember 1922 in Wien als Franz Kreith; gest. 8. Januar 2018) war ein US-amerikanischer Maschinenbau- und Energieingenieur österreichischer Herkunft.

## Leben
Kreith besuchte das Döblinger Gymnasium in Wien, bis er infolge des Anschlusses Österreichs 1938 durch die Nationalsozialisten vom Schulbetrieb ausgeschlossen wurde. Mit einem Kindertransport flüchteten er und seine jüngere Schwester zunächst nach Großbritannien. Als seine restliche Familie in die Vereinigten Staaten emigrierte, folgten seine Schwester und er ihnen nach. Nach Abschluss seines Maschinenbau-Studiums an der University of California, Berkeley arbeitete Frank Kreith für das Jet Propulsion Laboratory des California Institute of Technology. 1949 erwarb er einen Master-Abschluss an der University of California, Los Angeles. Gefördert von der Daniel and Florence Guggenheim Foundation, war er kurzzeitig an der Princeton University tätig. Anschließend lehrte Kreith in Berkeley und an der Lehigh University, bevor er 1959 an die University of Colorado at Boulder kam, wo er, von Gastprofessuren abgesehen, knapp 20 Jahre lang tätig war. 1965 promovierte er an der Universität Paris. Es folgten Tätigkeiten am Solar Energy Research Institute (heute National Renewable Energy Laboratory) und als Berater bei der National Conference of State Legislatures, einer Nichtregierungsorganisation. Später lehrte er wieder in Boulder.
Die American Society of Mechanical Engineers (ASME) verlieh Kreith 1981 die Worcester Reed Warner Medal, 1992 die Ralph Coats Roe Medal, 2001 die Edwin F. Church Medal sowie 1998 ihre höchste Auszeichnung, die ASME Medal, und vergibt seit 2006 den Frank Kreith Energy Award. Außerdem erhielt er 1985 den von der ASME und dem American Institute of Chemical Engineers (AIChE) verliehenen Max Jakob Memorial Award, 1988 den Charles Greeley Abbot Award der American Solar Energy Society, 1997 den Washington Award der Western Society of Engineers und 2017 die John Fritz Medal der American Association of Engineering Societies. Kreith starb Anfang 2018 im Alter von 95 Jahren, er hinterließ seine Frau und drei Kinder.

## Werk
Kreith verfasste über 100 Aufsätze und war Autor oder Herausgeber von 15 Büchern, darunter das in acht Auflagen erschienene Lehrbuch Principles of Heat Transfer. Außerdem war er von 1980 bis 1987 Chefredakteur des Journal of Solar Energy Engineering.

## Schriften (Auswahl)
- Principles of Heat Transfer. International Textbook Company, Scranton 1958.
- Frank Kreith u. Jan F. Kreider: Principles of Solar Engineering. Hemisphere Publication Corporation u. a., Washington, D.C. u. a. 1978, ISBN 0-07-035476-6.
- Jan F. Kreider u. Frank Kreith (Hrsg.): Solar Energy Handbook. McGraw-Hill, New York u. a. 1981, ISBN 0-07-035474-X.
- Handbook of Solid Waste Management. McGraw-Hill, New York u. a. 1994, ISBN 0-07-035876-1.
- Frank Kreith (Hrsg.): The CRC Handbook of Thermal Engineering. CRC Press u. a., Boca Raton 2000, ISBN 3-540-66349-5.
- Frank Kreith u. D. Yogi Goswami (Hrsg.): Handbook of Energy Efficiency and Renewable Energy. CRC Press u. a., Boca Raton 2007, ISBN 978-0-8493-1730-9.
- Sunrise Delayed: A Personal History of Solar Energy. CreateSpace, 2014, ISBN 978-1-5001-2487-8 (Autobiographie).